# Charaxes madensis
Charaxes madensis är en fjärilsart som beskrevs av Rothschild 1899. Charaxes madensis ingår i släktet Charaxes och familjen praktfjärilar. Inga underarter finns listade i Catalogue of Life.

## Bildgalleri

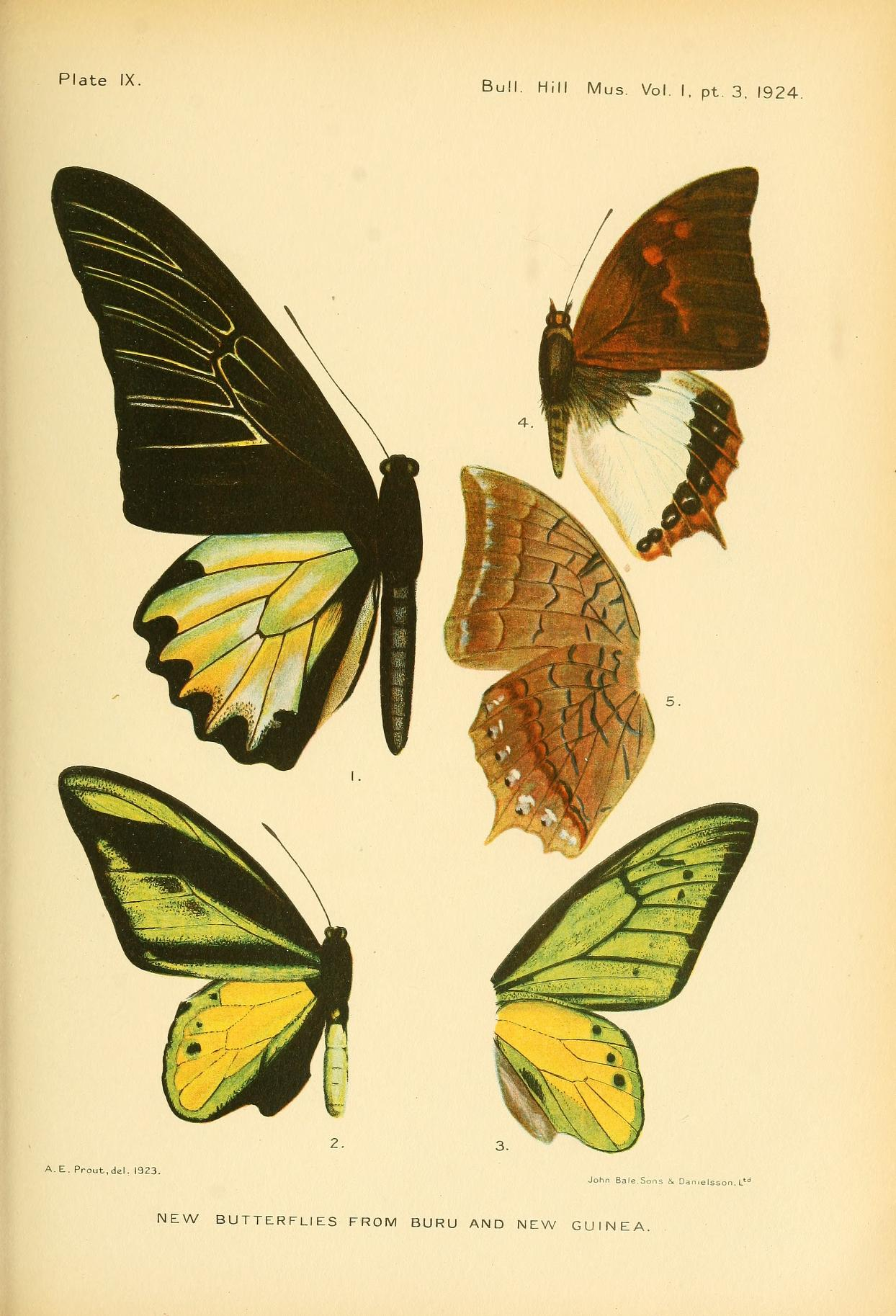